# 草书

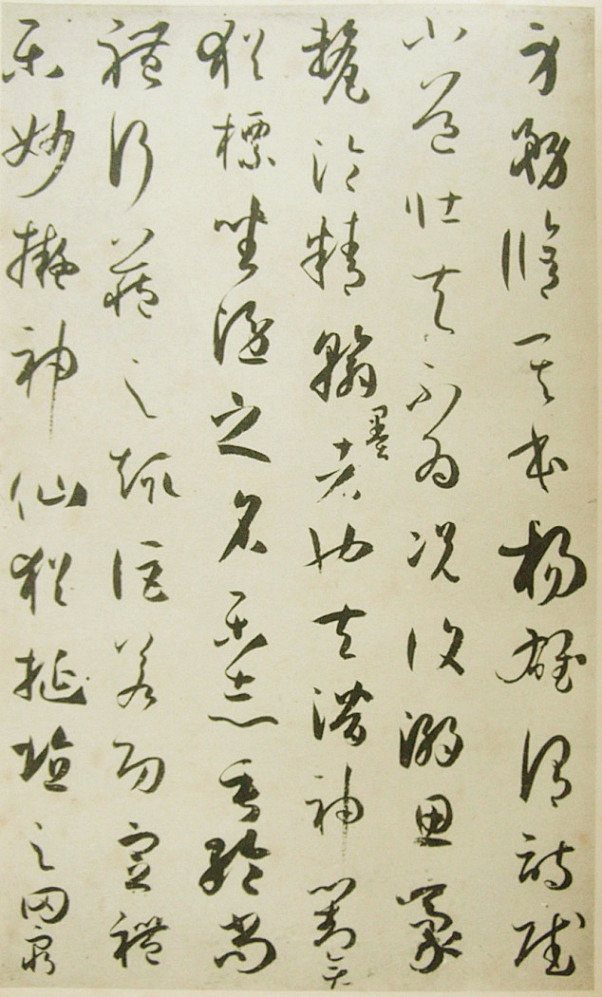
孙过庭的草书《书谱》

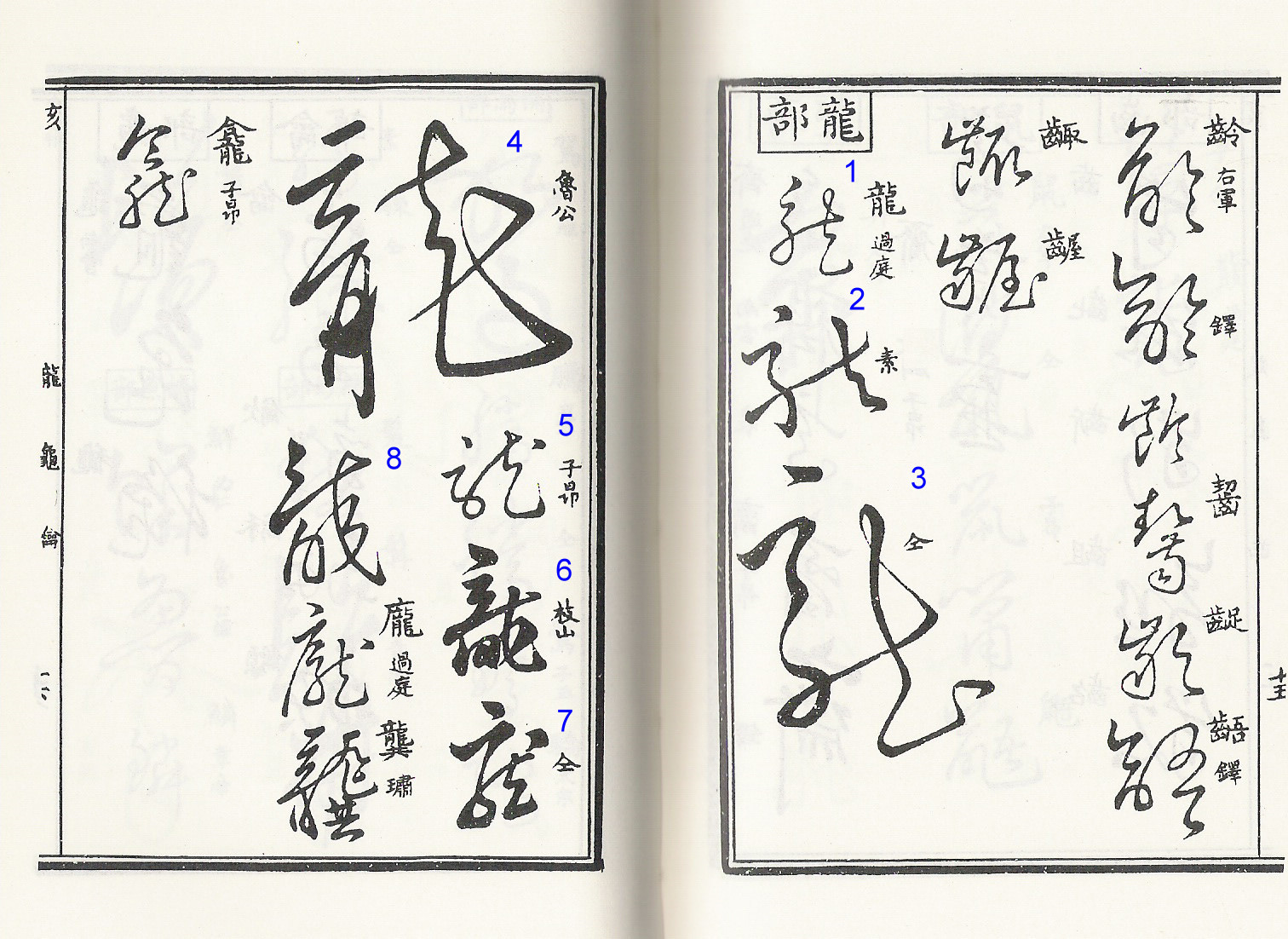
《定勝集》中「龍」字的歷代名家草書字體

草书（別稱：藁書）是汉字书法中的一种手写字体风格，因字跡潦草而得名。

## 發展
它出现较早，从汉代初期，书写隶书时有时才“草率”地书写而形成的，也称为“章草”，是一种隶书草书。章草字字独立，接近于行草，但对难写之字简化不多，书写不变。后来楷书出现，又演变成“今草”，即楷书草书，写字迅速，往往上下字连写，末笔与起笔相呼应，每个字一般也有简化的规律，但不太熟悉的人有时不易辨认。一般也把王羲之、王献之等人的草书称为今草。
今草简化的基本方法是对楷书的部首采用简单的草书符号代用，代入繁体楷书中（尽管草书出现得不比楷书晚），往往许多楷书部首可以用一个草书符号代用，为了方便，字的结构也有所变化。因此，不熟悉的人较难辨认。草书符号的整理可以查阅《标准草书》。
到唐朝时，草书成为一种书法艺术，因此演变成为“狂草”，作为传递信息工具的功能已经减弱，成为一种艺术作品，讲究间架、纸的黑白布置，是否让人能认清写的是什麽已经不重要了。在狂草中，有“词联”符号，就是把两个字（常见词组）写成一个符号。由于当时书写多是从上到下地竖行书写，词联符号的设计也类似。“顿首”“涅槃”等都有草书词联符号。
清朝石梁將歷年收集的歷代名帖整理彙編成《草字彙》十二卷。
日语中的平假名是以汉字的草书形式为蓝本创作的。中国大陆的很多简化字来自草书楷化。
现代人学习草书一般以今草为起点。普遍认同的草书写法有于右任先生编著的标准草书（有同名字帖）。

## 分類

### 章草
章草，由隶书直接演变而来，“凡草书分波磔者名章草”，起于西汉，成熟于东汉。
章草的起源，按照唐朝张怀瓘主张，“章草者，汉黄门令史游所作也。”“因章帝所好名焉。”，认为章草起于史游所做的《急就章》，得名于汉章帝。另有因《急就章》得名和因用于章奏而得名的说法。
著名的章草作品有《平复帖》（陆机）等。章草名家包括沈曾植、王世镗、马一浮、章太炎、王荣年、王蘧常、钱君匋、郑诵先、高二适等。

### 行草
行草，介於行書、草書之間的一種書體，字跡較易辨認，又不失草書的動感。

### 今草
今草，亦称“小草”。相传起源自东汉末年张芝冠军帖，由章草演变而来。东晋之后逐渐成熟，以王羲之、王獻之的《十七帖》為聖品。

### 狂草
狂草，唐朝張旭喜歡在酒醉之後書寫作品，稱之為「狂草」。書法多以奇形怪狀、粗細對比誇張、以及充滿情感的線條相連，在《舊唐書》中讚譽為「變化無窮、若有神助」。而唐朝懷素狂草繼承張旭，謂之「以狂繼顛」，並稱「顛張醉素」。

## 延伸阅读
[在维基数据编辑]
 《欽定古今圖書集成·理學彙編·字學典·草書部》，出自陈梦雷《古今圖書集成》